# Rolzegel

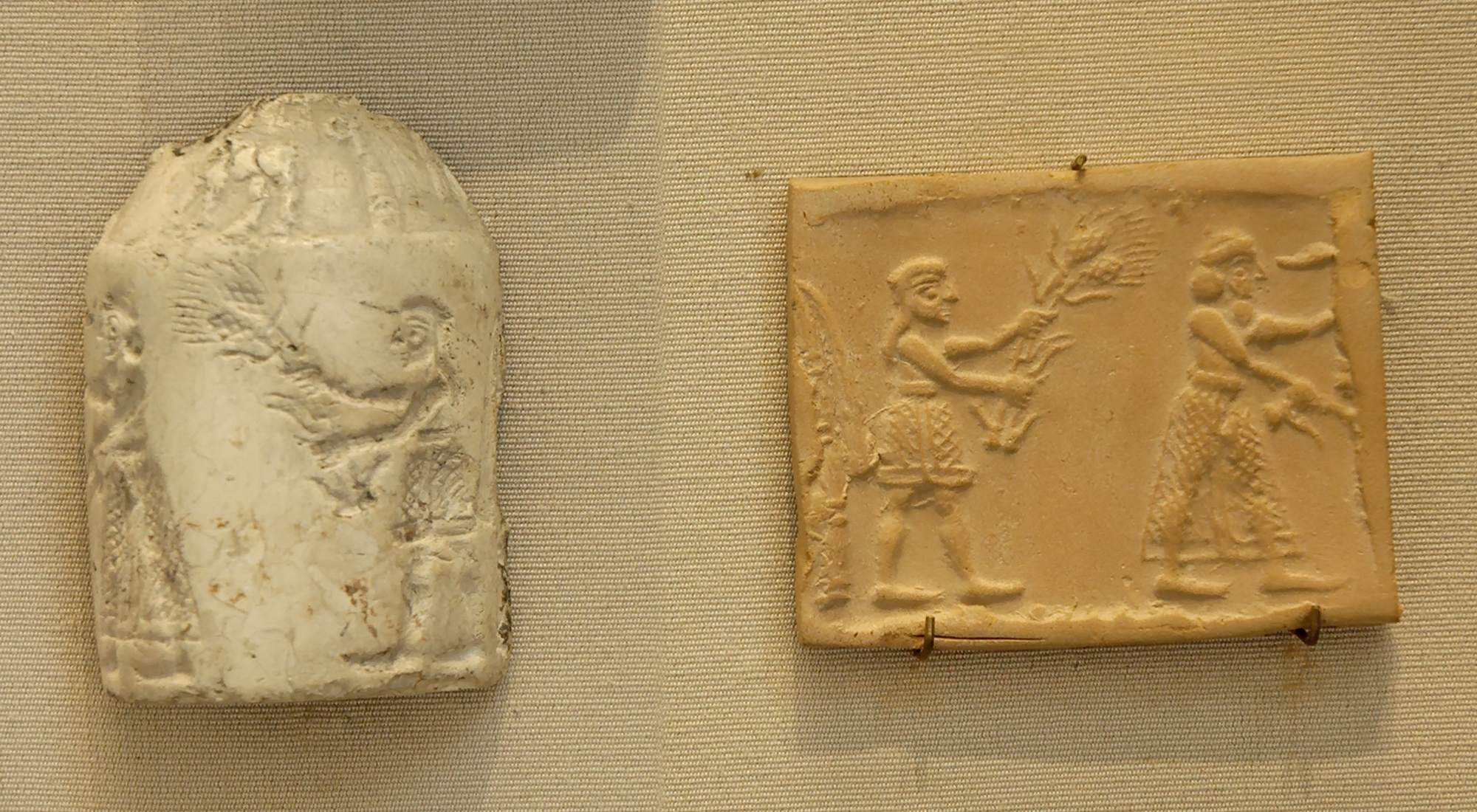
Sumerische rolzegel en afdruk

Een rolzegel is een cilindrische zegel van aardewerk of steen met een spiegelbeeldige afbeelding in reliëf op het oppervlak. Het voordeel van de rolzegel ten opzichte van de zegelring is dat bij het uitrollen de afbeelding eindeloos herhaald kan worden. Er ontstaat dan een bandvormige afdruk met translatiesymmetrie.
Rolzegels waren in het oude Nabije Oosten veel in zwang. Er zijn veel voorbeelden van zowel afdrukken als van de zegelstenen zelf gevonden bij opgravingen vooral in Irak, maar ook in bijvoorbeeld Sidon of Bahrein of zelfs in de Indus-vallei. In Mesopotamië waren rolzegels al gemeengoed in de Vroeg-dynastieke Periode (vanaf 2900 v.Chr.). Zegels zijn echter nog veel ouder. Er bestaan al voorbeelden van uit het late neolithicum van Syrië (vóór 6000 v.Chr.) en daarmee zijn ze ouder dan het spijkerschrift. Ze hebben waarschijnlijk ook bijgedragen tot de ontwikkeling van dit schrift dat immers ook klei als substraat gebruikte. In later tijden werden documenten in spijkerschrift vaak 'ondertekend' met een afdruk van een rolzegel van de afzender. Rolzegels zijn lang gezien als typerend voor de cultuur van het Sumerische zuiden van Mesopotamië, maar een vondst in het noordelijke Tell Brak uit de midden-Urukperiode is nu (2022) het oudste voorbeeld. 
De zegelstenen zelf waren vaak ware kunststukjes van graveerkunst en uitgevoerd in kostbare materialen zoals lapis lazuli. De studie van rolzegels en hun afdrukken, de glyptiek is een belangrijk onderdeel van de archeologie van het Nabije Oosten. De glyptiek bevindt zich op het grensvlak van de archeologie en de geschiedenis, omdat de afdrukken soms wel en soms geen leesbare tekst bevatten. Geschreven tekst, zoals de naam van de eigenaar van het zegel, begint in de fase ED II van de Vroeg-dynastieke periode te verschijnen.
Bij sommige precolumbiaanse culturen bestonden ook soortgelijke rolzegels. Deze werden in inkt gerold en gebruikt om textiel te decoreren. 